# Etsi Cunctas
Etsi Cunctas è un'enciclica di papa Leone XIII, datata 21 dicembre 1888, ed indirizzata all'arcivescovo di Dublino e a tutta la Chiesa d'Irlanda.

## Esordio
« Sebbene Noi abbracciamo con paterno sentimento di carità tutti e ogni singolo componente del gregge del Signore di cui Ci fu affidata la cura, tuttavia le Nostre premure e il Nostro pensiero si rivolgono in particolare a coloro che avvertiamo afflitti da qualche difficoltà. Sperimentiamo infatti in Noi stessi ciò che dalla natura è stato prescritto ai genitori, cioè d'incoraggiare e proteggere, primi tra gli altri, quei figli che sono stati colpiti da qualche sventura. Perciò con singolare benevolenza abbiamo sempre nutrito un affetto particolare per i cattolici d'Irlanda, messi a dura prova da varie e insistenti disgrazie; per consuetudine li avemmo molto più cari, poiché furono ammirevoli per pazienza e tenacia, in quanto nessun dolore valse a distruggere o a diminuire il loro avito sentimento religioso ».